# 哈给方言
哈给方言或青仡佬语是一种分布在中国和越南的仡佬语。

## 方言
哈给方言的主要方言区有：
- 贵州关岭县、晴隆县和贞丰县[4]
- 广西百色市隆林县德峨镇三冲村[5]
- 越南河江省[6]

贵州北部遵义市等地的哈给方言已灭绝。